# Klaus-Dieter Kurrat
Pour les articles homonymes, voir Kurrat.
Klaus-Dieter Kurrat (né le 16 janvier 1955 à Nauen) est un athlète allemand d'ex-Allemagne de l'Est spécialiste du 100 mètres et du 200 mètres. Licencié à l'ASK Vorwärts Potsdam, il mesure 1,70 m pour 72 kg et se fait remarquer lors des championnats d'Europe juniors de 1973 à Duisbourg où il remporte 3 titres continentaux sur 100 m, 200 m et 4 × 100 m.
Il est marié à la gymnaste Kerstin Gerschau.

## Carrière

### Palmarès
| Date | Compétition                    | Lieu            | Résultat | Épreuve    | Performance |
| ---- | ------------------------------ | --------------- | -------- | ---------- | ----------- |
| 1973 | Championnats d'Europe juniors  | Duisbourg       | 1er      | 100 mètres | 10 s 42     |
| 1973 | Championnats d'Europe juniors  | Duisbourg       | 1er      | 200 mètres | 21 s 01     |
| 1973 | Championnats d'Europe juniors  | Duisbourg       | 1er      | 4 × 100 m  | 40 s 03     |
| 1976 | Jeux olympiques d'été          | Montréal        | 7e       | 100 mètres | 10 s 31     |
| 1976 | Jeux olympiques d'été          | Montréal        | 2e       | 4 × 100 m  | 38 s 66     |
| 1977 | Championnats d'Europe en salle | Saint-Sébastien | 4e       | 60 mètres  | 6 s 69      |
| 1979 | Championnats d'Europe en salle | Vienne          | 5e       | 60 mètres  | 6 s 67      |
| 1979 | Coupe du monde des nations     | Montréal        | 4e       | 4 × 100 m  | 38 s 86     |

### Records
| Épreuve    | Performance | Lieu      | Date |
| ---------- | ----------- | --------- | ---- |
| 100 mètres | 10 s 22     |           | 1976 |
| 200 mètres | 21 s 01     | Duisbourg | 1973 |